# Bajamar, la costa del silencio
Bajamar, la costa del silencio es una miniserie de televisión argentina dirigida por Fernando Spiner. Fue estrenada el lunes 7 de octubre de 1996 por Canal 9.

## Sinopsis
Amanece. El Dr. Soria llega a Bajamar. Mientras camina por la playa rumbo al pueblo, un bulto en la orilla llama su atención. Al acercarse advierte que se trata de un cadáver que el agua ha traído despositándolo en la arena.
A cierta distancia, una figura avanza hacia allí. Alguien más descubrirá el cuerpo inerte del Dr. Pusak. La noticia ha conmovido a este pueblo costero. Anaté,  enfernera y asistente del difunto Dr. Pusak conoce al recién llegado Dr. Soria. Ella sabe más de lo que está dispuesta a contarle al forastero.
Desde hace veinte años, cuando se cumplía el 25to aniversario de Bajamar, el lugar oculta un gran secreto.  
Aquel día, luego de un pic-nic en el bosque del que participaban autoridades y lugareños, dos hombres iniciaron una violenta discusión que culminó con la muerte de uno de ellos en presencia de casi todos los habitantes del pueblo.
Lo sucedido los liga inexorablemente. Un pacto de silencio hará posible ocultar el crimen y proteger al asesino.
Torres, el comisario, conoce el enigma. Esto lo torna poderoso, los habitantes de Bajamar están a su merced.
Sin embargo, algo lo obsesiona: su hija Eugenia, con quien mantiene una relación perversa.  Tanto le preocupan sus pasos que la hace seguir día y noche por su ayudante, Leibiniztz. De este modo descubre que ella ha seducido a Soria y lo ha convertido en su amante.
Mientras tanto, Anaté y Soria comienzan a acercarse. Los descontrolados celos de Torres, lo llevan a idear un plan para vincular a Soria con el turbulento pasado de Bajamar. Si éste averigua la verdad, el dueño del pueblo y su grupo lo mandarán a matar.
Por error, un disparo en las sombras dirigido al Dr. Soria asesina a Eugenia. 
Torres cegado por la ira y el dolor comienza la desesperada búsqueda del homicida. Todas las miradas caen sobre Soria. Torres sabe que él no es el verdadero culpable. ¿Permitirá Anaté que el grupo mate a Soria o lo ayudará a escapar? ¿Ha despertado el amor de su largo sueño en Bajamar y podrá rescatarlo de una muerte segura? ¿Podrá el pueblo enfrentar finalmente su historia?

## Reparto
- Germán Palacios como Dr. Soria
- Teresa Costantini como Anaté
- Patricio Contreras como comisario Torres
- Leonardo Sbaraglia como Diego
- Alejandro Urdapilleta como Arga
- Norman Briski como Alfredo
- Sofía Viruboff como Eugenia
- Carlos Santamaría como Liebnitz
- Ximena Fassi como Patricia
- Martín Gianola como Fefe
- Gogó Andreu
- Julieta Díaz
- Miguel Dedovich